# 한국인터넷게임리그
한국인터넷게임리그(Korea Internet Game League, 약칭 KIGL)는 대한민국의 PC 게임 대회이다. 배틀탑이라는 업체의 주관으로 2000년부터 2001년까지 개최되었다.

## 개요
2000년 당시 큰 규모의 상금이 걸린 게임대회로, 당시 언론에서는 프로게이머 코리아 오픈(PKO)과 함께 양대리그로 일컬었다. 2001년 PKO와 KIGL이 모두 막을 내리게 되고, 2002년 이후 양대리그는 온게임넷의 온게임넷 스타리그와 MBC 게임의 MSL로 재정립된다.
2000년 연말의 왕중왕전에서는 우승자에게 ‘마우스를 쥐고 있는 손’ 모양의 황금 트로피를 수여하였다.  이 황금 마우스는 총 높이 40cm, 무게3.5kg, 순금 2냥으로 제작되었다. 이후 온게임넷에서 3회 우승자게에 수여하는 골든 마우스와는 관련이 없지만 유사한 개념의 트로피이다.
올림픽과 유사한 방식을 채택하여, 종목별로 개인전 대회를 치르지만 최종적으로는 개인전의 점수를 집계하여 팀별 순위를 매기는 대회 구조로, 단체전의 성격도 가지고 있는 대회였다.
2001년 8월 참여 게임단 수의 감소 및 수익구조 악화로 인하여 운영 중단을 결정하며 대회가 폐지되었다.

## 종목
- 스타크래프트
- 피파 시리즈
- 액시스
- 레인보우 식스

## 대회 결과

### 2000년 춘계리그
- 스타크래프트 브루드 워 남성부
  - 우승: 최재천[10] (저그, 네띠앙)
  - 준우승: 남유성[10] (프로토스, n016)
  - 스코어: 2:1
- 스타크래프트 브루드 워 여성부
  - 우승: 김혜섭[10] (테란, 천리안)
  - 준우승: 강은주[10] (프로토스, 인츠닷컴)
  - 스코어: 2:0
- FIFA 2000
  - 우승: 조백규[10] (삼성물산 두밥)
  - 준우승: 강승범[10] (천리안)
  - 스코어: 2:0

### 2000년 하계리그
- 스타크래프트 브루드 워 남성부
  - 우승: 김기철[11][12][13][14] (프로토스, 한글과컴퓨터 예카)
  - 준우승: 신성철[14] (프로토스, DPC)
  - 3위: 임요환[15] (테란, IBSNET)
- 스타크래프트 브루드 워 여성부
  - 우승: 이은경[11][12][13][14] (프로토스, 한글과컴퓨터 예카)
  - 준우승: 이현주[12][14] (저그, 조이닷컴)
  - 스코어 : 2:1
- FIFA 2000
  - 우승: 이지훈[11][12][13] (n016)

### 2000년 추계리그
- 스타크래프트 브루드 워 남성부
  - 우승: 김동우[16][17] (저그, KTB네트워크)
  - 준우승: 임요환[16] (테란, IBSNET)
  - 결승전 스코어: 2:1
  - 3위: 한정근[16] (저그, n016)
- 스타크래프트 브루드 워 여성부
  - 우승: 김인경[16][17] (저그, 삼성전자 칸)
  - 준우승: 김지혜[16] (저그, 올더웹)
  - 3위 : 박윤정[16] (테란, Stadium)
- FIFA 2000
  - 우승: 이지훈[16][17] (n016)
  - 준우승: 이형주[16] (KTB네트워크)
  - 3위: 이로수[16] (한글과컴퓨터 예카)

### 2000년 동계리그
- 스타크래프트 브루드 워 남성부
  - 우승: 김유민 (저그)
  - 준우승: 정대희 (저그)
- 스타크래프트 브루드 워 여성부
  - 우승: 김인경[15] (저그, 삼성전자 칸)
  - 준우승: 김지혜[15] (저그, 올더웹)

### 2000년 왕중왕전
- 스타크래프트 브루드 워 남성부
  - 우승: 임요환[15][6] (테란, IBSNET)
  - 준우승: 김동우 (저그, KTB네트워크)
- 스타크래프트 브루드 워 여성부
  - 우승: 김인경[15][6] (저그, 삼성전자 칸)
  - 준우승: 김지혜[15] (저그, V나라)
- FIFA 2000
  - 우승: 이로수[15][6] (한글과컴퓨터 예카)
  - 준우승: 곽래혁[15] (네트로TV)